# 口噛み酒
口噛み酒（くちかみざけ）は、米などの穀物やイモ類、木の実などを口に入れて噛み、それを吐き出して溜めたものを放置して造る酒のこと。古代日本、アイヌ、沖縄、奄美群島で作られていたほか、中南米やアフリカなど世界各地に見られたが、アマゾン低地などに残存する以外ほとんど消滅した。真臘では女性が醸すことから「美人酒」と呼ばれていた。また、人為的に造る酒の発祥は口噛み酒であるという説がある。
日本列島への渡来時期は不明で8世紀の記録が残る。渡来時期や製法、文化を考えると、同じく米を原料としている日本酒の原形とはなり得ないと考える説がある。

## 製法
デンプンを持つ食物を口に入れて噛むことで、唾液中のアミラーゼがデンプンを糖化させる。それを吐き出して溜めておくと、野生酵母が糖を発酵してアルコールを生成する。これが口噛み酒である。
原料は生のまま口に入れて噛む製法の他には、原料を煮炊きしたり、原料を酸敗させた後で口に入れて噛む製法がある。原料を煮炊きすることで糖化しやすくなる。この製法は、台湾の高砂族で用いられていた。また、原料を酸敗させることで乳酸による酸性下での発酵となるため、雑菌の繁殖を抑えることができる。これはラテンアメリカのチチャ（の祖先）などの製法である。
溜めたものに水を加えて発酵を促進させる場合もある。これは中国系醸造酒の影響を受けたものである。

## 歴史
発生地は不明ではあるが、穀物以外のデンプンを含んだ植物を食べていた東南アジアから南太平洋域が有力とされる。これらの文化圏と米が伝播していったアッサム地方や雲南からの稲作文化の融合点であるマレーシアなどの東南アジアが、米で造る口噛み酒の発生地として有力。
いつごろからかは明らかでないものの、中南米では大航海時代において白人との接触が起こるまでは、広範囲に口噛み酒の文化があった。アマゾンの低地やアンデス高地では現在でも作られている。原料は、中米からアンデス山脈までの範囲ではトウモロコシ、アマゾン側ではマニオクを主に使用していた。
また、『魏書』卷一百 列傳第八十八 勿吉國に「嚼米醞酒 飲能至醉」と沿海州やモンゴルなどでも米を原料とした口噛み酒を醸していたという記述がある。（『北史』卷九十四 列傳第八十二 勿吉國「嚼米為酒 飲之亦醉」）

### 日本
日本列島での米の口噛み酒は、縄文時代後期以降であると考えられている。『大隅国風土記』の逸文に、酒を造ることを「かむ」というとあり、大隅国では、水と米をある家に用意し、村中に告げ回ると男女がその家に集まって米を噛んで酒船（酒専用の容器）に吐き入れたのち帰宅し、酒の香がしてきたころにまた集まって、噛んで吐き入れた者たちが飲む、これを口噛の酒と呼ぶ、とある。各国の風土記（古風土記）は8世紀前半までに編纂されたとされるが、8世紀初頭に書かれた古事記・日本書紀に口噛み酒の記述が滅多に見られないことから日常的ではなかったと思われる。
沖縄では、蒸留酒である泡盛が普及する以前は、人の唾液による発酵作用を利用した口噛み酒が一般的で、沖縄諸島では近代まで祭事用に口噛み酒をつくっていた。身を清めた女性たちが生米を噛んだり、塩できれいに歯を磨いたりしてから、炊き立ての米の飯を丹念に噛んで、容器に吐き出し、それに少しばかりの水を混ぜ、石臼で挽いてどろどろにし、甕に入れて発酵させた。沖縄本島ではこのような酒をウンサク（ウンシャク）、ミキ、ミチ、宮古ではミキ（ンキイ）、八重山ではミシャグ、ミシュ（ミス）などといい、これらはいずれも「神酒」としての意味合いがある。沖縄では既に口噛み酒は作られていないが、伊平屋島、宮古や八重山の一部では昭和10年代初め(1930年代)まで作られていた。

## 神事と口噛み酒
大和（古代日本）や台湾では、口噛み酒は神事の際にも造られていた。このため、神事で醸す場合には、原料を口で噛む人間として巫女や処女が選ばれていた。中国の使者はこれを「米寄（拼音：mǐjì〈日本語音写例：ミィーチー〉）」等と表記した。琉球地方でも同様に「ウンシャク」「1日の酒」など島々によって様々な名で呼ばれる口噛み酒が神事のために造られており、明治時代までの沖縄地方でも祭事の際にサトウキビの茎で歯を磨いた少女たちが米飯を噛んで酒を造っている地域があった。

## 「醸す」の語源
日本語において「醸造」を表す動詞「カモス（醸す。繁体字使用形：釀す）」は、「口噛み酒」という語の構成要素である「カミ（噛み）」と同根で、「カム（噛む）」が語源であるとする説がある。しかし、昭和時代の醸造学者・住江金之は、1930年（昭和5年）刊行の著書『酒』（西ヶ原刊行会）にて、「カモス（醸す）」と「カム（噛む）」は別系統の語であると指摘したうえで、「カモス（醸す）」とその原形である「カム（醸）」、および、「カム（醸）」の異形である「カブ（発酵して黴（）が生じること）」は、相通じていると分析し、以来、住江の説が多くの支持を集めている。なお、住江の説を支持する立場においては、後述する「古典」節での主張は全て否定される。

## 古典
ここでは、口噛み酒について触れている可能性のある古典を紐解く。
なお、この節における解説は、「『醸す』の語源」節で記述した住江の説とは相剋関係にある。
『古事記』の上巻・仲哀天皇の段に収められている「酒楽の歌」には、次のように歌われている。忠臣・建内宿禰命（）（武内宿禰）に随伴された即位前の太子（）（品陀和気命（）。即位後の応神天皇）が、高志前（）の角鹿（）（のちの越前国敦賀、今の福井県敦賀市）の行宮「笥飯宮（）」（のちの氣比神宮）での禊を終えて大和の宮へ帰り着くと、無事の帰りを待ちわびていた太子の母・息長帯日売命（）（神功皇后）は、醸しておいた待酒に歌一首を添えて献じ、宿禰もこれに応えて一首詠んだ。皇后と宿禰の詠んだ二首を合わせて「酒楽の歌」といい、以下に示すのは、宿禰の詠んだ一首である。
『万葉集』 - ここで取り上げる和歌に詠まれている酒の実際が何であるかについては、麹で造った酒とする説が一般的ではあるものの、口噛み酒である可能性も否定できない。
『塵袋』 - 巻九の飲食のくだりに、以下の内容がある。

## 近現代の研究
2004年（平成16年）、東京農業大学教授（当時）の小泉武夫が研究室の女子学生4名に口噛み酒の実験をさせたところ、3日目の夕方から発泡が始まり、10日目に発酵が終わってアルコール度数が9.8%の酒ができていた。米を噛んでいる時に耳の側が痛くなったという体験者のコメントから、このようなことが「こめかみ」の語源になっているという推測もなされた。